# Ольшевко (Мазовецьке воєводство)
Ольшевко (пол. Olszewko) — село в Польщі, у гміні Кучборк-Осада Журомінського повіту Мазовецького воєводства.
Населення — 144 особи (2011).
У 1975-1998 роках село належало до Цехановського воєводства.

## Демографія
Демографічна структура станом на 31 березня 2011 року:
|          | Загалом | Допрацездатний вік | Працездатний вік | Постпрацездатний вік |
| -------- | ------- | ------------------ | ---------------- | -------------------- |
| Чоловіки | 74      | 12                 | 51               | 11                   |
| Жінки    | 70      | 17                 | 33               | 20                   |
| Разом    | 144     | 29                 | 84               | 31                   |